# Super Ape
Super Ape – album wyprodukowany przez Lee „Scratch” Perry’ego, aczkolwiek jako autorzy wymienieni są członkowie The Upsetters, zespołu towarzyszącego Perry’ego. Płyta została wydana w sierpniu 1976 roku (na Jamajce miesiąc wcześniej pod tytułem Scratch the Super Ape z nieco inną kolejnością utworów). Album został wymieniony w książce The Rough Guide: Reggae: 100 Essential CDs, zbierającej 100 najlepszych albumów reggae i uważany jest za najważniejsze dokonanie Perry’ego.

## Lista utworów
Wszystkie utwory skomponował Lee „Scratch” Perry.

### Strona pierwsza
1. „Zion’s Blood”
2. „Croaking Lizard”
3. „Black Vest”
4. „Underground”
5. „Curly Dub”

### Strona druga
1. „Dread Lion”
2. „Three in One”
3. „Patience”
4. „Dub Along”
5. „Super Ape”

## Personel
- Lee Perry – producent muzyczny
- Michael „Mikey Boo” Richards – bębny
- Anthony „Benbow” Creary – bębny
- Noel Simms – perkusja
- Boris Gardiner – gitara basowa
- Earl „Chinna” Smith – gitara
- Keith Sterling – fortepian
- Bobby Ellis – instrumenty dęte
- Richard „Dirty Harry” Hall – instrumenty dęte
- Herman Marquis – instrumenty dęte
- Vin Gordon – trombone
- Egbert Evans – flet
- Prince Jazzbo – toasting na „Croaking Lizard”
- Barry Llewellyn – dodatkowy wokal
- Earl Morgan – dodatkowy wokal
- Tony Wright – okładka